# Waverley (Australie)
Pour les articles homonymes, voir Waverley.
Waverley est un quartier situé dans la zone d'administration locale de Waverley, dans l'État de Nouvelle-Galles du Sud en Australie.

## Géographie
Waverley est situé dans la banlieue est de Sydney, à 7 km à l'est du quartier central des affaires. 

## Démographie
| 2001  | 2006  | 2011  | 2016  | 2021  |
| ----- | ----- | ----- | ----- | ----- |
| 3 549 | 4 180 | 4 253 | 4 346 | 4 216 |

## Culture et patrimoine
L'église anglicane Sainte-Marie, est construite de 1863 à 1864.
L'église catholique Sainte-Marie-Immaculée, est construite en 1912 par John Hennessy.
Le quartier possède également un célèbre cimetière.